# Amplifon
Amplifon S.p.A. è un'azienda italiana che si occupa di personalizzazione, dell’applicazione e commercializzazione di apparecchi acustici e prodotti accessori. È stata fondata a Milano nel 1950 da Algernon Charles Holland. Dal 2001 è quotata alla Borsa Italiana (indici FTSE MIB e FTSE Italia STAR). Dall’ottobre 2021 è inclusa nell’indice MIB ESG, in cui figurano le 40 blue-chip italiane che meglio performano nell’ESG (Environmental, Social and Governance).

## Storia
Amplifon viene fondata a Milano nel 1950 da Algernon Charles Holland. Ex ufficiale delle forze speciali inglesi impegnate nella Resistenza italiana, Holland, al termine della seconda guerra mondiale, decide di avviare un'attività specializzata nell'offerta di apparecchi acustici, per trovare delle soluzioni all’udito compromesso dei reduci di guerra.
Tra gli anni Sessanta e Settanta l'azienda inaugura sul territorio italiano diverse filiali arrivando in tutte le regioni. È in questi anni che acquisisce la leadership nella distribuzione ed applicazione di apparecchi acustici.
Nel 1971 viene fondato il Centro Ricerche e Studi Amplifon (CRS), un organismo indipendente finalizzato alla diffusione delle conoscenze in campo audiologico e otologico.
Negli anni Novanta cambia il management e la strategia di Amplifon, che per la prima volta si sposta verso un servizio personalizzato e attento al progresso tecnologico.
Nel 1996, in Italia, arrivano i primi apparecchi acustici interamente digitali. In questo periodo l'azienda raggiunge una quota di mercato in Italia superiore al 40%.
Sempre negli anni Novanta, Amplifon si espande oltre i confini nazionali: viene costituita una società in Spagna (Amplifon Iberica) che in pochi anni amplia la propria attività anche al Portogallo.
Successivamente, attraverso nuove acquisizioni, Amplifon arriva in Svizzera, Austria, Francia, Paesi Bassi e Stati Uniti.
Il 27 giugno 2001
Amplifon S.p.A. viene quotata alla Borsa Italiana.
Nello stesso periodo si forma la joint venture con Bardissi Medical in Medio Oriente, in Egitto mentre vengono acquisiti punti vendita in Ungheria.
Nel 2002 Amplifon acquisisce negli USA la Sonus Corporation e nel 2003 l'azienda National Hearing Centers, società con punti vendita localizzati principalmente all'interno di grandi centri commerciali.
Negli anni successivi proseguono le acquisizioni nei Paesi Bassi, Germania, Regno Unito, Irlanda e Belgio.
Nel dicembre 2010 Amplifon acquisisce infatti il 100% della National Hearing Care (NHC), in Australia, Nuova Zelanda e India.
Nel 2012, Amplifon incrementa la copertura territoriale dell'India. Nello stesso anno il gruppo entra in Turchia, attraverso l'acquisizione del 51% della società Maxtone, e in Polonia con la costituzione di Amplifon Poland.
Arriva in Sudamerica nel 2014, in Brasile, attraverso l'acquisizione del 51% della società Direito de Ouvir.
L’insediamento del nuovo management, nel 2015, segna una forte accelerazione nei risultati economico-finanziari, grazie alla crescita organica e alle acquisizioni internazionali: in otto anni, il titolo in Borsa aumenta di sette volte e il fatturato più che raddoppia.
Nel 2016 la società investe 80 milioni per acquisire 170 negozi, tra i quali due catene di medie dimensioni in Germania e una in Canada. Nel 2017 investe 110 milioni rilevando 300 negozi tra cui due catene in Francia e Portogallo.
Ma è nel luglio 2018 che viene realizzata la più grande acquisizione nella storia del gruppo: per 528 milioni, Amplifon rileva la catalana Gaes dalla famiglia Gassò: 600 punti vendita, di cui 500 in Spagna e un altro centinaio tra Portogallo e America Latina, 1.800 dipendenti e ricavi per 210 milioni di euro.
L’espansione internazionale del gruppo continua negli anni successivi: nel 2020 Amplifon perfeziona l’acquisizione di Attune Hearing, player australiano attivo con 55 punti vendita nelle aree più popolate del paese, per 34 milioni di euro. L’anno successivo, per un cash out di 340 milioni di euro, sottoscrive un accordo definitivo per l’acquisizione di Bay Audio, operatore primario nel mercato dei dispositivi acustici del paese, forte di oltre 100 punti vendita localizzati in centri commerciali premium e ad alto traffico.
Dal 2018 al 2022, attraverso joint venture e acquisizioni mirate, Amplifon sbarca anche sul mercato cinese, dove arriva a contare su oltre 200 punti vendita.
Negli Stati Uniti, dove era già presente con il franchise di Miracle-Ear dal 1999, Amplifon consolida la propria presenza inaugurando una catena di negozi diretti: dagli iniziali 55 ottenuti con l’acquisizione di PJC Hearing nel 2020, la società arriva a controllarne 265 alla fine del 2022. Tra negozi franchisee e direct sale, il gruppo conta su oltre 1500 punti vendita distribuiti in ciascuno dei cinquanta Stati.
Nel 2022, dall’unione di Otohub (start-up napoletana acquisita nel 2019) con il team digital di Amplifon, nasce AmplifonX, una nuova struttura organizzativa che opera come una start-up interna per supportare un'ulteriore accelerazione della strategia di innovazione tecnologica di Amplifon, dedicandosi allo sviluppo di nuove soluzioni digitali.

## Il Gruppo
Il gruppo detiene una quota di mercato di circa il 12% a livello mondiale ed è presente in 25 paesi distribuiti nelle seguenti aree geografiche: EMEA, AMERICAS, APAC.
Amplifon opera attraverso una rete di circa 9.300 punti vendita, di cui 4.600 corporate shops, 1.300 franchise e 3.400 in-shop corner, impiegando complessivamente 19.400 persone.
Il core business del gruppo è l’applicazione e personalizzazione di apparecchi acustici con annessa la vendita di prodotti accessori quali pile e materiali di consumo per la loro pulizia e revisione.

## Azionariato
L'azionariato aggiornato al 23/08/2021:
- Ampliter S.r.l.: 42,2% (con diritto di voto maggiorato - Art.13 Statuto)
- Azioni proprie: 0,8%[36]
- Altri azionisti: 57,0%[36]